# 霍斯霍山 (萬卡韋利卡大區)
12°54′52″S 75°17′41″W / 12.91444°S 75.29472°W
霍斯霍山（Qusqu），是秘魯的山峰，位於該國中南部萬卡韋利卡大區，由卡斯特羅維雷納區和阿松森區負責管轄，屬於瓊塔山脈的一部分，海拔高度5,000米。